# قضاء قلعة صالح
قضاء قلعة صالح وهو أحد أقضية محافظة ميسان في العراق والذي تأسس في عام 1860م من قبل صالح النجدي و يقع القضاء على ضفتي نهر دجلة ويبعد عن مركز مدينة العمارة مسافة 47 كم. يحده من الشمال قضاء الكحلاء ومن الشرق إيران وناحية العزير ومن الغرب قضاء المجر الكبير ومن أبرز معالم هذا القضاء مرقد الامام عبيد الله بن علي بن أبي طالب.
يرجع  تاريخ نشأة مدينة قلعة صالح كمستوطنة حضرية (مركز ناحية) إلى ستينيات القرن  التاسع عشر كان قضاء قلعة صالح التابع إلى محافظة ميسان، منذ عام 1881 م ولمنتصف سبعينيات القرن العشرين يتكون من القضاء الحالي إضافة إلى القضائيين الحاليين (الكحلاء) و(المجر الكبير) اللذان كانا ناحيتين تابعتين إدارياً إلى قضاء قلعة صالح ثم أنفصلتا عنه لتصبح كل ناحية منهما قضاء يتبع إدارياً محافظة ميسان وذلك منذ منتصف سبعينيات القرن العشرين.

## قائمو المقامات
| الاسم      | السنة   | المحافظة    | الحكومة         |
| سليمان آغا | 1292 هـ | ولاية بغداد | العراق العثماني |